# Gian Marco Centinaio
Gian Marco Centinaio, né le 31 octobre 1971 à Pavie, est un homme politique italien, membre de la Ligue du Nord. Depuis octobre 2022, il est vice-président du Sénat de la République.
De 2021 à 2022, il est secrétaire d'État aux Politiques agricoles, alimentaires et forestières dans le gouvernement Draghi.
Il est président du groupe de la Ligue au Sénat de la République entre 9 juillet 2014 et le 19 juin 2018.